# Salsifré (periódico)
O Salsifré : jornal das quintas feiras foi uma periódico lisboeta com início em novembro de 1883, publicado à quinta feira , tal como indica o próprio título.  No seu primeiro número é expressamente comunicado   “ao leitor” a forma como Salsifré se vai apresentar, denunciando o seguinte programa, que esperam manter inalterável:  artigos de fundo, científicos, literários ou políticos; produções literárias em prosa ou verso; apreciações musicais; aniversários; crónica de namoros e noticiário geral .